# マルクス・ポンポニウス・マト
マルクス・ポンポニウス・マト（ラテン語: Marcus Pomponius Matho、- 紀元前204年?）は、紀元前3世紀中期から後期の共和政ローマの政務官。紀元前231年に執政官（コンスル）を務めた。

## 出自
プレプス（平民）であるポンポニウス氏族の出身。父も祖父もプラエノーメン（第一名、個人名）はマニウスである、マトと紀元前233年の執政官マニウス・ポンポニウス・マトは兄弟である。二人のどちらか、おそらくはマルクスがアエディリス・プレビス（平民按察官）のマルクス・ポンポニウス・マトの父である。

## 経歴
紀元前231年、マトは執政官に就任、同僚執政官はガイウス・パピリウス・マソであった。この年、サルディニアがローマに反乱したがマトに鎮圧されている。
紀元前217年、外国人担当法務官（プラエトル・ペレグリヌス）に就任した。既に第二次ポエニ戦争が始まっていたが、トラシメヌス湖畔の戦いの不明瞭な報告がローマに届くと、マトは市民に向かって「我々は大敗北を喫した」とのみ告げ、詳細は語らなかった。
同年、ルキウス・ウェトゥリウス・ピロ (紀元前220年の執政官)が独裁官（ディクタトル）に就任すると、マトを騎兵長官（マギステル・エクィトゥム）に指名して選挙を管理したが、選出に瑕疵があったとして辞任している。
紀元前216年、再び法務官に選出された。奇妙なことだが、戦争中にはローマ市不在でも選出されることがあり、この時期のカピトリヌスのファスティに破損などから、両年の法務官や騎兵長官が同一人物かどうか判別するのは困難で、テオドール・モムゼンらは、前217年の騎兵長官が再選されたのだろうとみている。カンナエの戦いでの敗報が届くと、マトと同僚法務官のプブリウス・フリウス・ピルスは元老院を召集し、ローマ市防衛について議論させた。
紀元前215年、マトは前法務官（プロプラエトル）としてインペリウム（軍事指揮権）を保持し、ガリア・キサルピナでの作戦を担当した。翌紀元前214年も前法務官の任期が延長された。但し、この年にはマトはカンパニアで活動している。任期が完了すると、マトは自分の隷下の軍をプブリウス・センプロニウス・トゥディタヌスに引き渡した。
ティトゥス・リウィウスは、紀元前211年に神祇官（ポンティフェクス）のマルクス・ポンポニウス・マトが死去したと記録しているが、おそらくマニウスのことである。また紀元前204年には、鳥占官（アウグル）と十人委員会の一人であったマルクス・ポンポニウス・マトが死去したとされている。おそらくこちらがマルクスで、鳥卜官にはティベリウス・センプロニウス・グラックス・マイヨルが選出された。

## 参考資料
- ゾナラス『歴史梗概』
- ティトゥス・リウィウス『ローマ建国史』
- T. R. S. Broughton (1951). The Magistrates of the Roman Republic Vol.1. American Philological Association